# ヒジリタマオシコガネ
ヒジリタマオシコガネ（学名: Scarabaeus sacer）は、コウチュウ目コガネムシ科タマオシコガネ属に分類される昆虫の一種。タマオシコガネ属の基準種である。南ヨーロッパ、北アフリカ、西アジアに分布し、古代エジプトでは崇拝の対象であった。スカラベ・サクレとも呼称される。

## 分類
1758年にカール・リンネの著書『自然の体系』第10版の中で記載された。1810年のピエール・アンドレ・ラトレイユのタイプ指定をめぐって論争があったものの、タマオシコガネ属のタイプ種とみなされている。この論争は、2014年の動物命名法国際審議会の裁定により、ラトレイユの1810年の指定 Dynastes hercules ではなく、フレデリック・ウィリアム・ホープが1837年に指定した S. sacer をタイプ種として採用することで解決した。

## 分布と生息地
アフガニスタン、アルバニア、アルメニア、アゼルバイジャン、ブルガリア、キプロス、エジプト、エリトリア、エチオピア、フランス（コルシカ島を含む）、ギリシャ、ハンガリー、イラン、イラク、イスラエル、イタリア（サルデーニャ島とシチリア島を含む）、ヨルダン、インド（カシミール地方）、リビア、モーリタニア、モンテネグロ、モロッコ、パレスチナ、パキスタン、ルーマニア、ポルトガル、ロシア（南端）、サウジアラビア、セルビア、スペイン、スーダン、シリア、トルコ、トルキスタン、ウクライナで記録されている。ヨーロッパでは、分布域の多くは地中海と黒海に近い沿岸地域であり、砂丘や湿地に生息することが多い。例えばカマルグでは、海岸沿いの砂丘と海岸沿いの湿地帯にのみ生息する。

## 形態

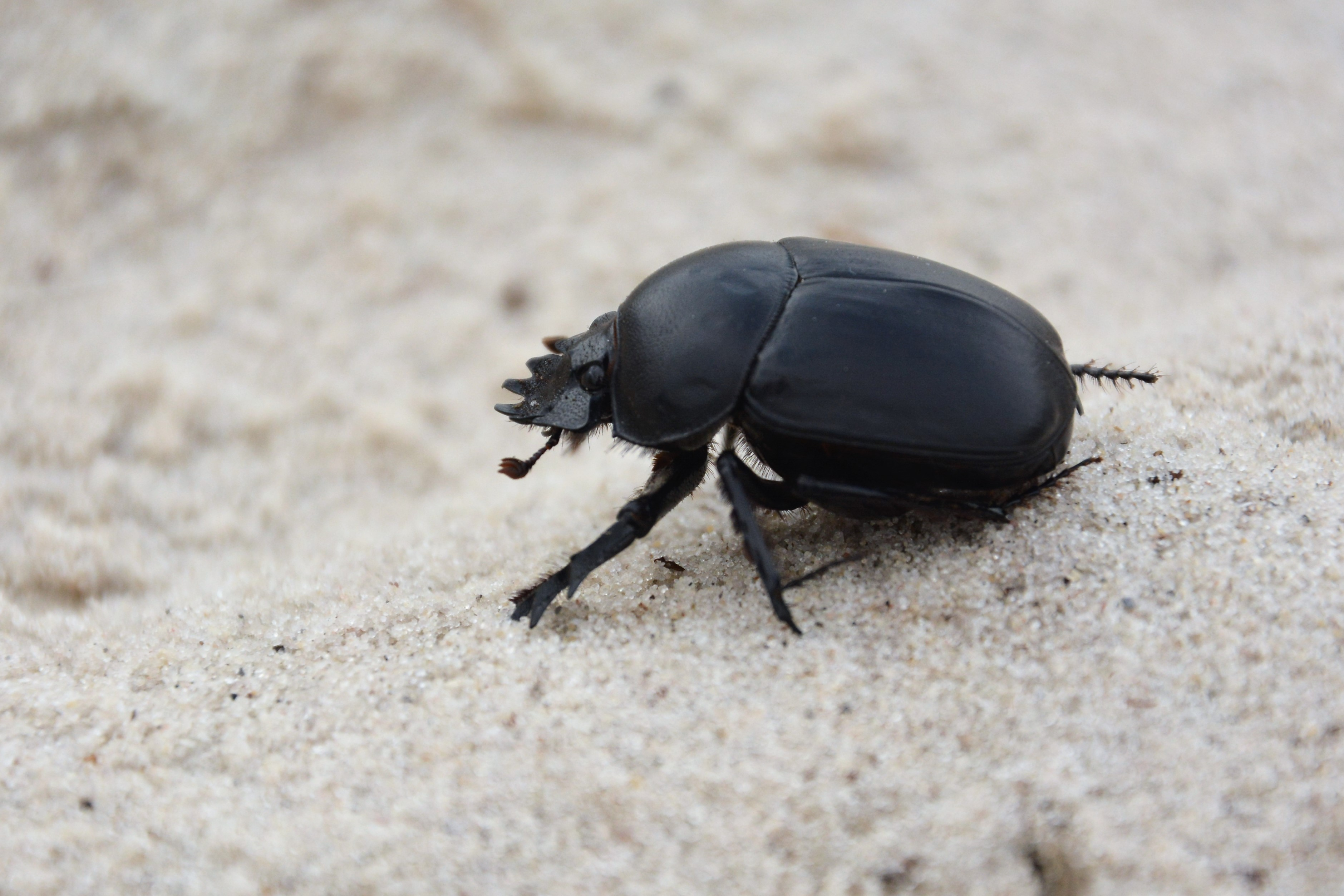
ウクライナ南西部沿岸のヒジリタマオシコガネ

成虫の体長が1.9 - 4.0cmの、頑丈な全身黒色の甲虫である。頭部には、放射状に並んだ6つの突起がある。突起は均一で、両前脚の脛節にさらに4つの突起がある。突起は地面の掘削と糞塊の形成に使われる。
同属の他の甲虫の前脚と同様だが、他のほとんどの属の糞虫の前脚と異なり、前脚の先端には目立った爪が見当たらない。痕跡的な構造はあり、これは地面を掘るときに多少なりとも役立つ可能性はある。中脚と後脚は、よく発達した5節の附節を持つ。

## 生態

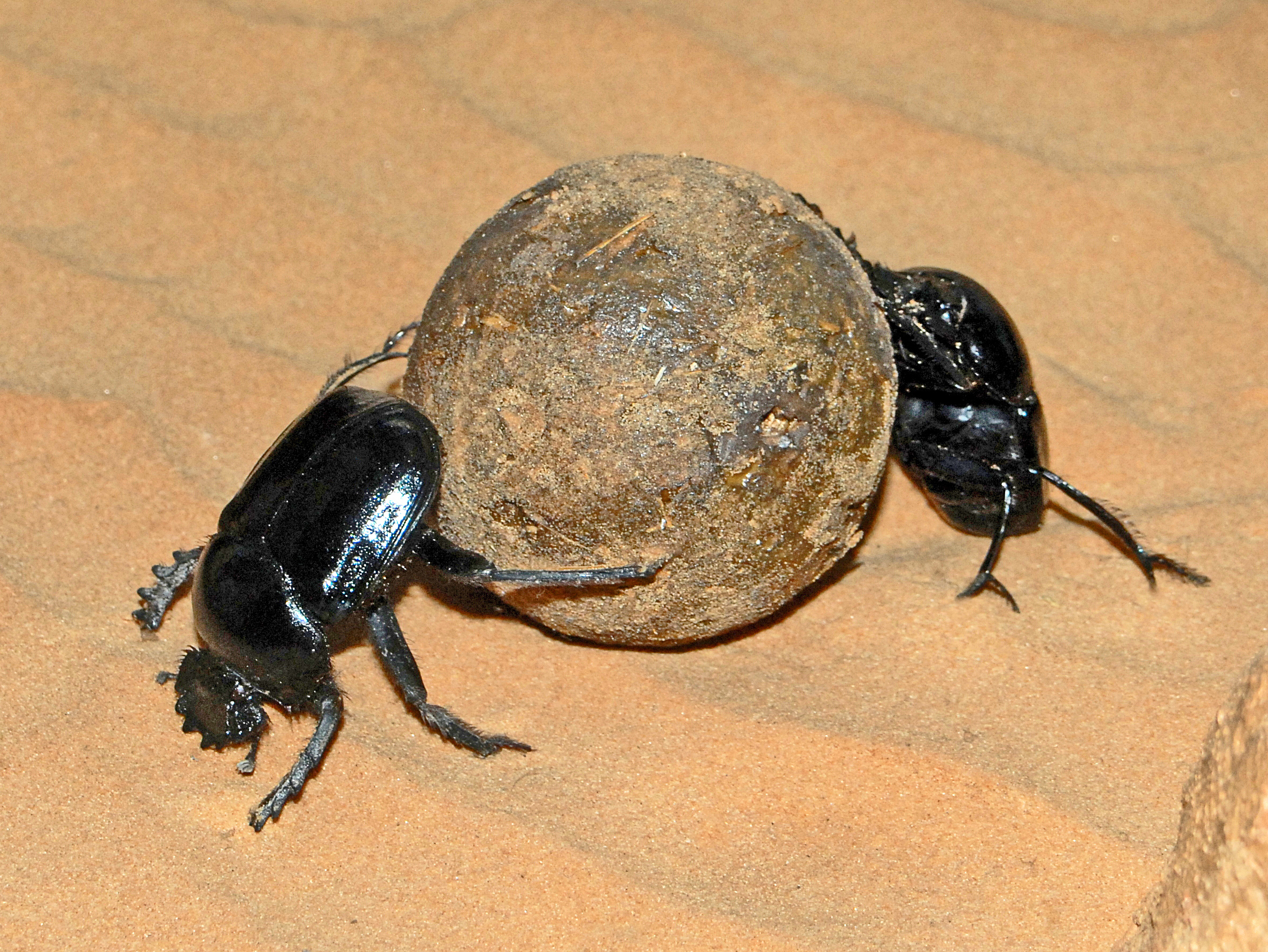
糞塊を転がす個体

動物の糞をボール状に集めた糞塊を作り、適当な場所まで転がし、地下に穴を掘り、その中に糞塊を隠す。その後、糞塊自体を食べるが、このプロセスには数日かかることもある。
雌は繁殖の準備ができると、特にきめの細かい糞を選んで繁殖用の糞塊を作り、特に深くて大きな部屋を掘る。そこで雌は糞塊を洋ナシの形に削り、狭い部分に空洞を作る。その空洞に大きな卵を1個産んだ後、空洞を密閉し、他の場所で同じことを繰り返す。通常、雌は生涯で6匹ほどしか子供を産まない。卵が孵ると幼虫は糞塊を食べる。
寄生ダニの Macrocheles saceri の宿主となる。

## 人との関わり

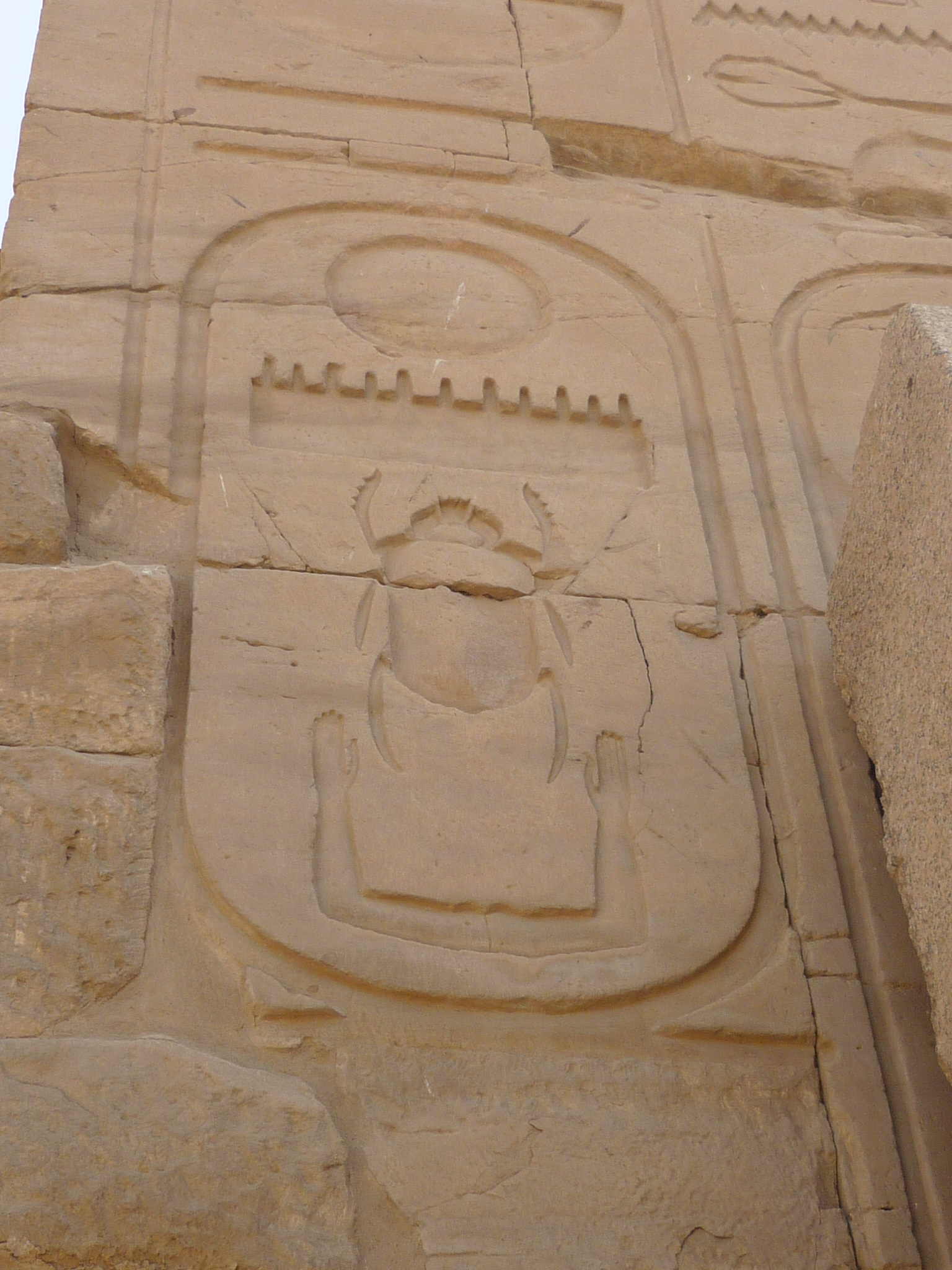
カルナック神殿の一部であるアメン大神殿にあるトトメス3世を表すカルトゥーシュのレリーフ

コガネムシ科の中ではかなり有名である。古代エジプト人にとって、糞塊を地面に転がすヒジリタマオシコガネの行動と、太陽を空に転がすケプリの任務との類似性から、太陽神ラーの別の姿であるケプリの象徴であった。そのため、彼らはヒジリタマオシコガネを神聖なものとみなした。
エジプト人はまた、糞の塊から若い甲虫が出てくるのを観察し、そこから雄のヒジリタマオシコガネは雌を必要とせず、単に糞の塊に精子を注入するだけで繁殖できると誤って推測した。このことから、単独で子供を生んだアトゥムとの類似点を見出した。
ウィリアム・シャープ・マクリーはヒジリタマオシコガネに興味を持ち、昆虫学の道へ進んだ。